# Arrow Electronics
Arrow Electronics és una empresa nord-americana de Fortune 500 amb seu a Centennial, Colorado. L'empresa està especialitzada en la distribució i serveis de valor afegit relacionats amb components electrònics i productes informàtics. L'empresa va ocupar el lloc número 104 a la llista Fortune 500 de 2022 de les corporacions més grans dels Estats Units per ingressos totals.
Arrow Electronics es va fundar l'any 1935 quan es va obrir una botiga minorista anomenada Arrow Radio al carrer Cortlandt, al cor de la "Radio Row" del baix Manhattan, el bressol de la distribució d'electrònica. Arrow Radio, establerta per Maurice ("Murray") Goldberg, va vendre ràdios usades i peces de ràdio als clients minoristes. Altres pioners de la indústria amb negocis a prop van ser Charles Avnet i Seymour Schweber.
A la dècada de 1940, Arrow venia noves ràdios (fabricades per RCA, GE i Philco) i altres productes d'entreteniment per a la llar, així com peces de ràdio excedents que es venien al detall sense recepta en un departament de peces de la part posterior de la botiga. Aviat la firma va començar a buscar franquícies per vendre peces noves; els primers fabricants a franquiciar Arrow van ser RCA i Cornell Dubilier. El negoci es va constituir com a Arrow Electronics, Inc. el 1946.
El 2009, Michael J. Long va succeir a Mitchell com a conseller delegat i el 2010 va assumir el càrrec de president. Un executiu d'Arrow des de fa molt temps, Long es va incorporar a l'empresa el 1991 a través de la fusió amb Schweber Electronics i va ocupar diversos càrrecs directius abans de convertir-se en director general. Durant el mandat de Long, Arrow va completar més de 40 adquisicions estratègiques que van ampliar encara més els seus negocis globals de components i sistemes informàtics. El 2015, Arrow va adquirir United Technical Publishing de Hearst, afegint propietats com Electronic Products i Schematics.com. El juny de 2016, UBM va arribar a un acord per cedir la seva cartera de mitjans electrònics a una filial d'Arrow Electronics Inc. per una contraprestació en efectiu de 23,5 milions de dòlars. La cartera inclou les versions nord-americanes i asiàtiques d'EE Times, EDN, ESM, Embedded, EBN, TechOnline i Datasheets.com.
El juny de 2022, Sean J. Kerins va succeir a Long com a president i conseller delegat, i Long va ser nomenat president executiu del consell d'administració. Després d'haver-se unit a Arrow el 2007 com a vicepresident d'emmagatzematge i xarxes d'Amèrica del Nord, Kerins va ocupar el càrrec de president del negoci de solucions d'informàtica empresarial a Amèrica del Nord de la companyia abans de ser nomenat president global del negoci el 2014 i després director d'operacions el 2020.
L'empresa va ocupar el lloc número 104 a la llista Fortune 500 de 2022 de les corporacions més grans dels Estats Units per ingressos totals.